# Hibiscus martianus
Hibiscus martianus là một loài thực vật có hoa trong họ Cẩm quỳ. Loài này được Zucc. mô tả khoa học đầu tiên năm 1851.